# Erich A. Collin

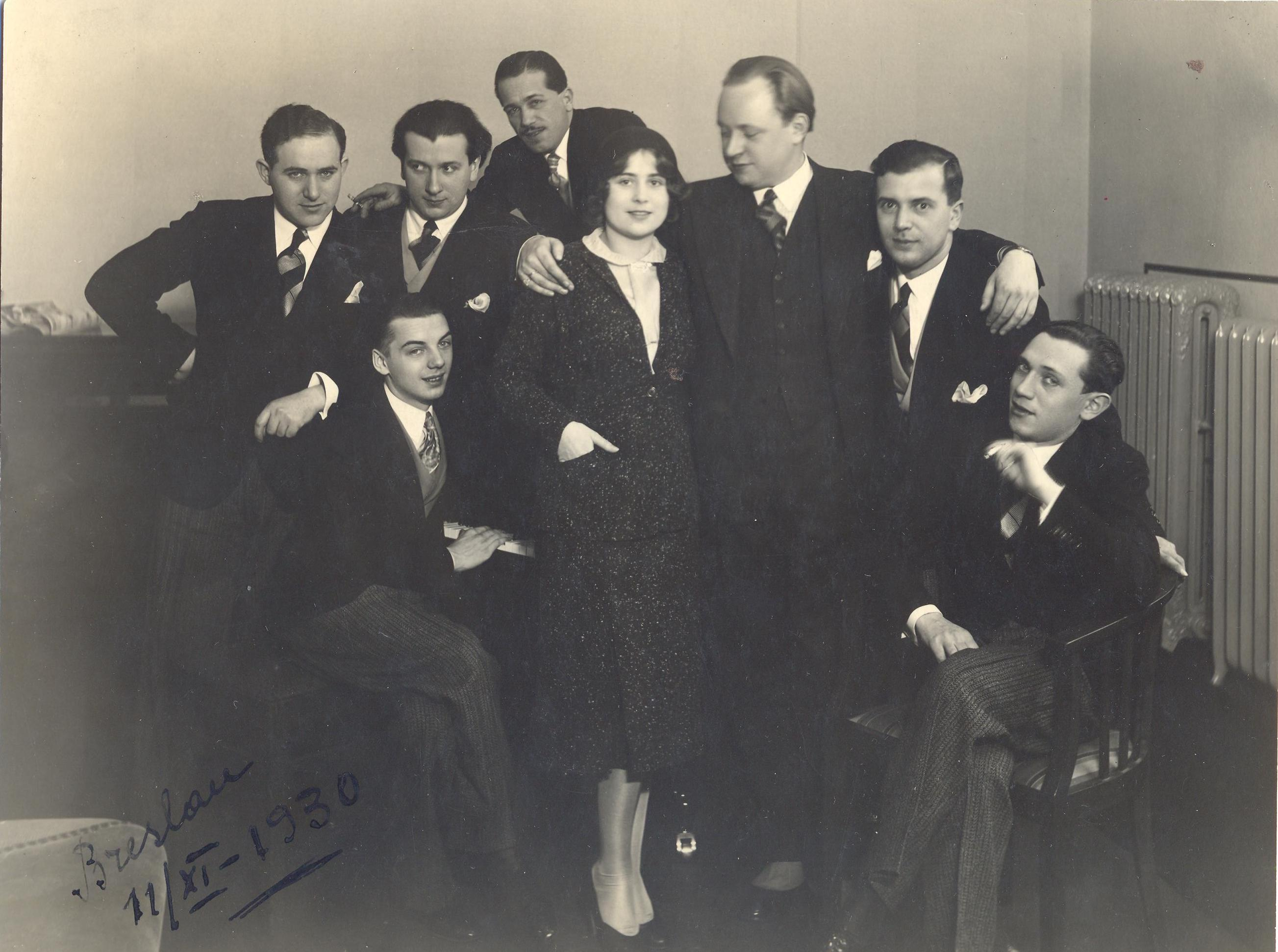
Erich Collin (stehend ganz rechts) mit den Comedian Harmonists, Breslau 1930.

Erich Adolf Max Collin (* 26. August 1899 in Berlin als Erich Adolf Max Abraham; † 28. April 1961 in Los Angeles) war ein deutschamerikanischer Sänger und der 2. Tenor des Vokalensembles Comedian Harmonists.

## Leben

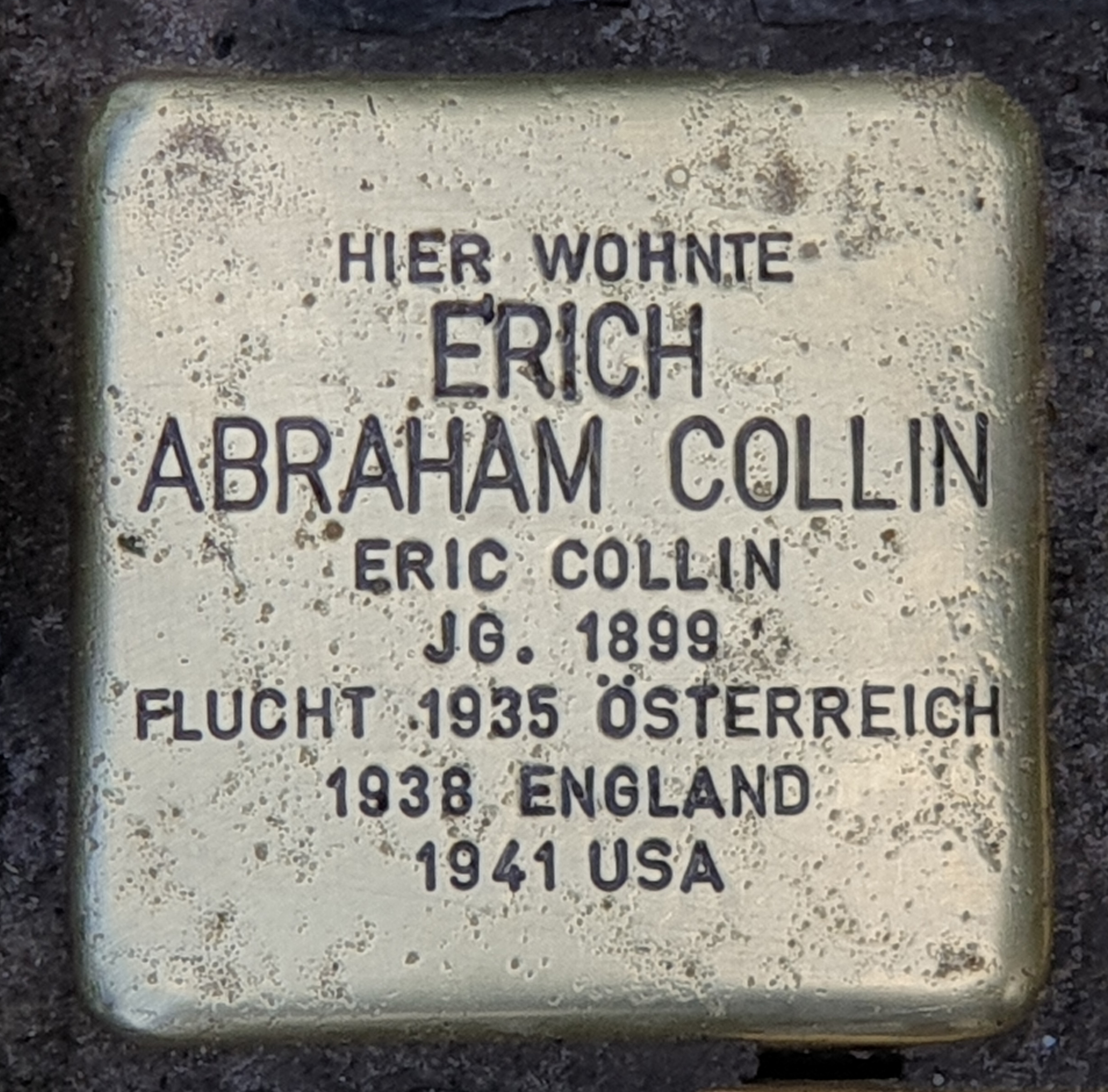
Stolperstein am Haus, Landhausstraße 42, in Berlin-Wilmersdorf

Erich A. Collin stammte aus einer jüdischen Familie, war jedoch ebenso wie seine Mutter und die Geschwister protestantisch getauft. Sein Vater war der promovierte Berliner Kinderarzt Paul Abraham. Seine Eltern ließen sich 1906  scheiden, und seine Mutter benutzte von nun an wieder ihren Mädchennamen Collin. Sein Gesangstalent wurde schon früh entdeckt, er bekam daher Geigen- und Gesangsunterricht.
Nach dem Abitur wurde er 1918 kurz vor Ende des Ersten Weltkriegs zum Militär eingezogen. Nach seiner Entlassung aus der Armee nach der Grundausbildung nahm er auf Drängen seines Vaters ein Medizinstudium auf, das er jedoch nach dem siebten Semester abbrach. Wiederum aufgrund des elterlichen Druckes begann er eine Lehre in einer Bank, die er nach dem Tod seines Vaters ebenfalls abbrach. Schließlich nahm er ein Studium an der Musikhochschule in Berlin auf, wo er Gesang und Violine studierte. Dort lernte er Erwin Bootz kennen, der ihn 1929 zu den Comedian Harmonists brachte, wo er Willi Steiner als Zweiten Tenor ersetzte.
1931 heiratete er die Deutsch-Französin Fernande Holzamer (1909–1995), mit der er eine Tochter (Eva Suzanne, 1932–1994) hatte.
1935 wurden die drei jüdischen Mitglieder der Comedian Harmonists mit einem Berufsverbot belegt, woraufhin sich die Gruppe aufspaltete und Collin und seine beiden jüdischen Kollegen mit ihren Frauen nach Wien emigrierten. Sie bildeten dort ein neues Ensemble, die sogenannte Emigranten- oder Wiener Gruppe, die sich ab 1937 zumeist Comedy Harmonists nannte. Während der ausgedehnten Tourneen durch Europa, die Sowjetunion, Australien und Südamerika blieben Collins Frau und Tochter bei Verwandten in Frankreich. Seiner Schwester Annemarie gelang es, nach Australien zu fliehen, wo die Harmonists sich niederzulassen hofften. Dieser Plan zerschlug sich jedoch, als die Gruppe von einer Nordamerika-Tournee im Jahr 1940 wegen des Seekrieges nicht nach Australien zurückkehren konnte.
Als sich die Comedy Harmonists 1941 auflösten, ging Collin nach Los Angeles und arbeitete zunächst in der Weinhandlung eines Verwandten von Roman Cycowski. Durch Vermittlung von Albert Einstein, der in Berlin ein Freund der Familie Collin-Abraham gewesen war, erhielt er eine befristete Anstellung als Dozent an einer New Yorker Universität zum Thema Altdeutsche Musik. In der Folge wechselten sich Arbeiten als Verkäufer und Vertreter mit Phasen der Arbeitslosigkeit ab.
1947 konnten seine Frau Fernande und seine Tochter Suzanne, die den Krieg im besetzten Frankreich überlebt hatten, in die USA einreisen.
Im Herbst desselben Jahres unternahm Erich Collin einen neuen Versuch, eine Gesangsgruppe zu gründen. Beteiligt an dieser US-Version der Comedian Harmonists waren Jack Cathcart (Piano), Fred Bixler (Erster Tenor), Murray Pollack (Zweiter Tenor), Nicholas Shutorev (Buffo) und Arthur Atkins (Bass). 1948 unternahm die Gruppe eine ausgedehnte Tournee durch Skandinavien, die Benelux-Länder, Frankreich, die Schweiz und Italien. Bereits am Anfang der Tournee starb Shutorev unerwartet an einem Magendurchbruch, woraufhin die Gruppe die geplanten Konzerte in Norwegen zunächst ohne ihn absolvierte. Am 26. September 1948 fand ein Konzert in Oslo statt, das für den norwegischen Rundfunk aufgezeichnet und mehrere Mal im Radio gesendet wurde. Seit diesem Konzert ergänzte Harry Frommermann (nun: Harry Frohman) das Ensemble auf die Bitte von Erich Collin hin. Im November 1948 war die Gruppe erneut in einer Radioübertragung zu hören, diesmal aus Lugano. Im Februar 1949 nahm das Ensemble in Basel einige Platten für das Label Le Chant du Monde auf. Das Projekt scheiterte an unterschiedlichen Auffassungen über die einzuschlagende Richtung.
Im Jahr 1949 erhielt Collin die Staatsbürgerschaft der USA. In den 1950er Jahren arbeitete er für die Northrop-Flugzeugwerke und betrieb nebenbei eine kleine Kunststoffwerkstatt. Seit Ende der 1950er Jahre erhielt er Entschädigungszahlungen von der deutschen Regierung.
Am 28. April 1961 starb er im Alter von 61 Jahren während einer Blinddarmoperation an Herzversagen. Für den 1976 veröffentlichten Dokumentarfilm über die Comedian Harmonists von Eberhard Fechner wurden daher Collins Schwester Annemarie und seine Frau Fernande interviewt, die Auskunft über sein Leben und die Familiengeschichte gaben. In Joseph Vilsmaiers Spielfilm Comedian Harmonists wurde Collin von Heinrich Schafmeister verkörpert.
Sein Grab befindet sich auf dem Hollywood Forever Friedhof.

## Gedenken
Am 31. August 2023 wurden vor seinem ehemaligen Wohnort in Berlin-Wilmersdorf in der Landhausstraße 42 Stolpersteine für seine Familie und ihn verlegt.